# Trstěnice (Svitavyi járás)
Trstěnice település Csehországban, a Svitavyi járásban. Trstěnice Dolní Újezd, Čistá, Sebranice, Karle, Chmelík és Litomyšl településekkel határos. Lakosainak száma 549 fő (2024. január 1.).

## Népesség
A település lakosságának változását az alábbi diagram mutatja:
| Lakosok száma | 1059 | 1074 | 1137 | 695  | 547  | 471  | 516  | 524  | 523  | 549  |
|               | 1869 | 1890 | 1921 | 1950 | 1980 | 2001 | 2017 | 2019 | 2022 | 2024 |